# Luis Pazos
Luis Alberto Pazos de la Torre (Veracruz, Veracruz, México,  25 de agosto de 1947) es un abogado, analista político, economista, escritor y funcionario público mexicano.

## Educación
Estudió la primaria, secundaria y bachillerato en el Colegio Cristóbal Colón, incorporada entonces a la Armada de México (durante el periodo de 1957-1961), y donde se le otorgó el máximo grado que se le puede entregar a un alumno Comandante del Cuerpo de Alumnos.
Es abogado por la Escuela Libre de Derecho, donde ocupó durante dos periodos consecutivos la presidencia de la Sociedad de Alumnos. Efectuó estudios de Economía y Administración en el Instituto Tecnológico y de Estudios Superiores de Monterrey y de Administración Pública en la Universidad de Nueva York. Cursó la especialización en Finanzas Públicas, maestría y doctorado en la División de Estudios Superiores de la Facultad de Derecho de la Universidad Nacional Autónoma de México (UNAM)
La Universidad Francisco Marroquín de Guatemala, le otorgó el doctorado honoris causa en Ciencias Sociales.

## Trayectoria
- Profesor titular por oposición de Teoría Económica en la Facultad de Derecho de la UNAM. Profesor Titular de Economía Política en la Escuela Libre de Derecho. Profesor Honorario de la Universidad Francisco

- Editorialista por casi 4 décadas sobre temas económicos y financieros en varios periódicos y revistas de México, Centro y Sudamérica.
- Es autor de 44 libros, de los cuales se han vendido aproximadamente un millón y medio de ejemplares.[5]
- Presidente de la Comisión de Presupuesto y Cuenta Pública en la Cámara de Diputados del Congreso de la Unión durante la LVIII Legislatura.
- Director general del Banco Nacional de Obras y Servicios Públicos (Banobras) de 2003 a 2006.[4][6]
- Presidente de la Comisión Nacional para la Protección y Defensa de los Usuarios Financieros (Condusef) de 2006 a 2013.[7]

Actualmente es Director del Centro de Investigaciones Sobre la Libre Empresa, A.C.

## Obras publicadas
- Políticas económicas
- Los ricos del gobierno
- Reformas estructurales
- El derecho como base del crecimiento económico
- El Final de Salinas
- Globalización
- Cómo proteger mi dinero de la inflación
- El gobierno y la inflación
- Historia sinóptica de México
- Lógica Económica
- Reforma Hacendaria
- Los Vividores del Estado
- ¿Por qué Chiapas?
- Devaluación y Estatismo en México
- Los Dueños de PEMEX, Del Saqueo a la Reforma
- La Crisis y como librarla
- Marxismo Básico
- Futuro Económico de México
- Propiedad y desarrollo sustentable
- ¿Quién Manda en México?
- Hacia dónde va SALINAS
- EPN: El Retroceso
- Justicia Social Injusta